# نجم تابي
KIC 8462852  ويسمى أيضاً (نجم بوياجيان ونجم تابي) هو من نجوم النسق الأساسي نوع-F في كوكبة الدجاجة حوالي 454 فرسخ (1480 سنة ضوئية) من الأرض. وفي سبتمبر 2015، نشر العديد من علماء الفلك ورقة تحليل لتقلبات ضوء غير عادية للنجم من تلسكوب الفضاء كبلر ، لملاحظة التغيرات في سطوع النجم ولمداراته البعيدة من أجل الكشف عن الكواكب الخارجية.
يتغير السطوع في هذا النجم بشكل شاذ يتفق مع وجود كتلة كبيرة (أو العديد من الكتل الصغيرة) تدور في فلك ضيق حول النجم. وقد اقترحت بعض الفرضيات لتفسير النمط غير العادي لضوئه. وأعتقد الباحثين حاليا أن سبب التغييرات الغريبة لضوء النجم ناتج عن مذنبات مفككة تدور حول نجم.
سلطت وسائل الإعلام تركيز شديد على النجم في أكتوبر 2015، وطرحت تكهنات بأن منحنى الضوء غير العادي يمكن أن يكون علامة لنشاط مرتبط بحياة ذكية خارج كوكب الأرض.

## الموقع الظاهري
KIC 8462852 في كوكبة الدجاجة  يقع تقريبا في المنتصف بين النجم الساطع والواضح بصريا ذنب الدجاجة (α Cyg، α الدجاجة، ألفا الدجاجة) ونجم الرخ (δ Cyg، δ الدجاجة، دلتا الدجاجة) كجزء من صليب الشمال. KIC 8462852 يقع جنوب Cygni الدجاجة (31 الدجاجة)، وشمال شرقي من عنقود نجمي NGC 6866. يبعد دقائق قوسية فقط عن العنقود، لكن النجم أقرب مسافة إلى الشمس بالمقارنة مع المسافة بينه وبين العنقود النجمي. مع القدر الظاهري 11.7، لا يمكن رصد النجم بالعين المجردة.

## بيانات كبلر المرصودة
بيانات لمعان النجم من تلسكوب كيبلر الفضائي يعرض انخفاضات غير دورية صغيرة في سطوع وكثافة غير متناسقة تحدث في كثير من الأحيان، إلى جانب ذلك سجلت اثنين من الانخفاضات الضخمة في سطوع تحدث تقريبا كل ~ 750 يوما. الكثافة والتباين في الانخفاضات الملحوظ لهذا النجم حير العلماء. هذه التغييرات تعزى لوجود كتلة كبيرة (أو العديد من الكتل الصغيرة معا) تدور حول نجم في «تشكيل ضيق».
أول تراجع كبير في حجب ضوء النجم نسبته تصل إلى 15٪، ورصد أخر بنسبة تصل إلى 22٪. كوكب بحجم المشتري سوف يحجب نجوم بهذه الكتلة فقط بنسبة 1٪، وهذا يشيرا إلى أن الشيء الحاجب للضوء أثناء الانخفاضات الكبيرة ليس كوكبا، بل شيء يغطي ما يصل إلى نصف عرض النجم. نظرا لفشل في موجهات مرصاد كبلر، لم تفحص التراجعات للنجم خلال 750 يوم والتي تتزامن مع تاريخ أبريل 2015.

## فرضيات
استنادا إلى نوع الطيف ونوع النجم، لا يمكن أن تعزى التغيرات في السطوع لأسباب داخل النجم ، لذلك هنالك عدة فرضيات اقترحت تشمل اجسام حاجبة للضوء تدور حول النجم.
أحد تلك الفرضيات لتفسير النمط الغريب لضوء النجم هو أن سحابة من المذنبات المفككة تدور حول النجم. وفي هذا السيناريو، الجاذبية وقرب المذنبات للنجم شكلت سحابة مثل سحابة أورت. كما ان وجود دليل يدعم هذه الفرضية يتضمن في الحقيقة أن نجم قزم أحمر موجود بالفعل ومرافق لهذا النجم يبعد عنه 132 مليار كيلومتر (885 وحدة فلكية). ومع ذلك، فإن فرضية سحابة أورت ولمذنبات القريبة لا تلقى القبول لأن طمس 22٪ من لمعان النجم يتطلب وجود اجسام بأعداد كبيرة جدا غير واردة في الحسابات الفلكية.
وهنالك فرضية أخرى عن الانخفاضات غير النظامية في لمعان النجم تقترح أن النجم تشابك مؤخرا مع حقل كواكب.
وأجريت على النجم قياسات طيفية، وقياسات توزيع الطاقة الطيفية.، لإمكانية وجود سيناريو اصطدام هائل من شأنه أن يخلق غبار حار سيلاحظ باستخدام موجات الأشعة تحت الحمراء، ولكن لم يرصد أي طاقة زائدة للأشعة تحت الحمراء، فيستبعد بذلك اصطدام النجم بحطام الكواكب. وأعتقد باحثون آخرون أن تفسير حقل الحطام الكواكب غير مرجح، بالنظر إلى وجود احتمال ضعيف جدا لأن كبلر قد رصد هذه الصدامات سابقاً من أماكن أخرى.
تكهن عالم الفلك جيسون رايت وجود حضارة متقدمة لكائنات فضائية يمكن أنها انشأت بنايات ضخمة، كما تكهن مغلاف ديسون، بحضارة متقدمة قد صنعت منشآت تدور حول نجم لاعتراض ضوءه لاحتياجاتها من الطاقة. ويعتزم معهد SETI أن يوجه أطباق الراديو إلى النجم للتحقق من انبعاثات الراديو التي قد تصدر من حياة ذكية خارج كوكب الأرض. ويعتبر النجم غريب في تموقعه بالنسبة لعمرهِ وسرعته.